# Лондонська угода (1867)
Лондонська конференція великих держав була скликана 11 травня 1867 для вирішення Люксембурзького питання (суперечки Франції і Пруссії про політичну долю Люксембургу). За її підсумками між Францією і Пруссією був укладений договір, який встановив нейтральний статус незалежного Люксембургу, вирішивши таким чином протиріччя між Францією, Пруссією, Бельгією та Нідерландами через володіння спірними територіями вздовж мовного кордону.

## Передісторія
У 1842 році істотно зменшений в розмірах Люксембург став членом Митного союзу німецьких держав, заснованого в 1834 році. Розпад Німецького союзу в 1866 році тільки підігрів інтерес прусської влади до зміцнення своїх військових позицій в Люксембурзі, що почало дратувати французьку владу. Король Нідерландів Віллем III, пов'язаний з герцогством особистою унією, також побоюючись посилення Пруссії, в оперативному порядку запропонував продати свої права на велике герцогство Наполеону III. Прусський уряд на чолі з Бісмарком і Мольтке заявив про свій намір в разі укладення угоди оголосити війну Франції.

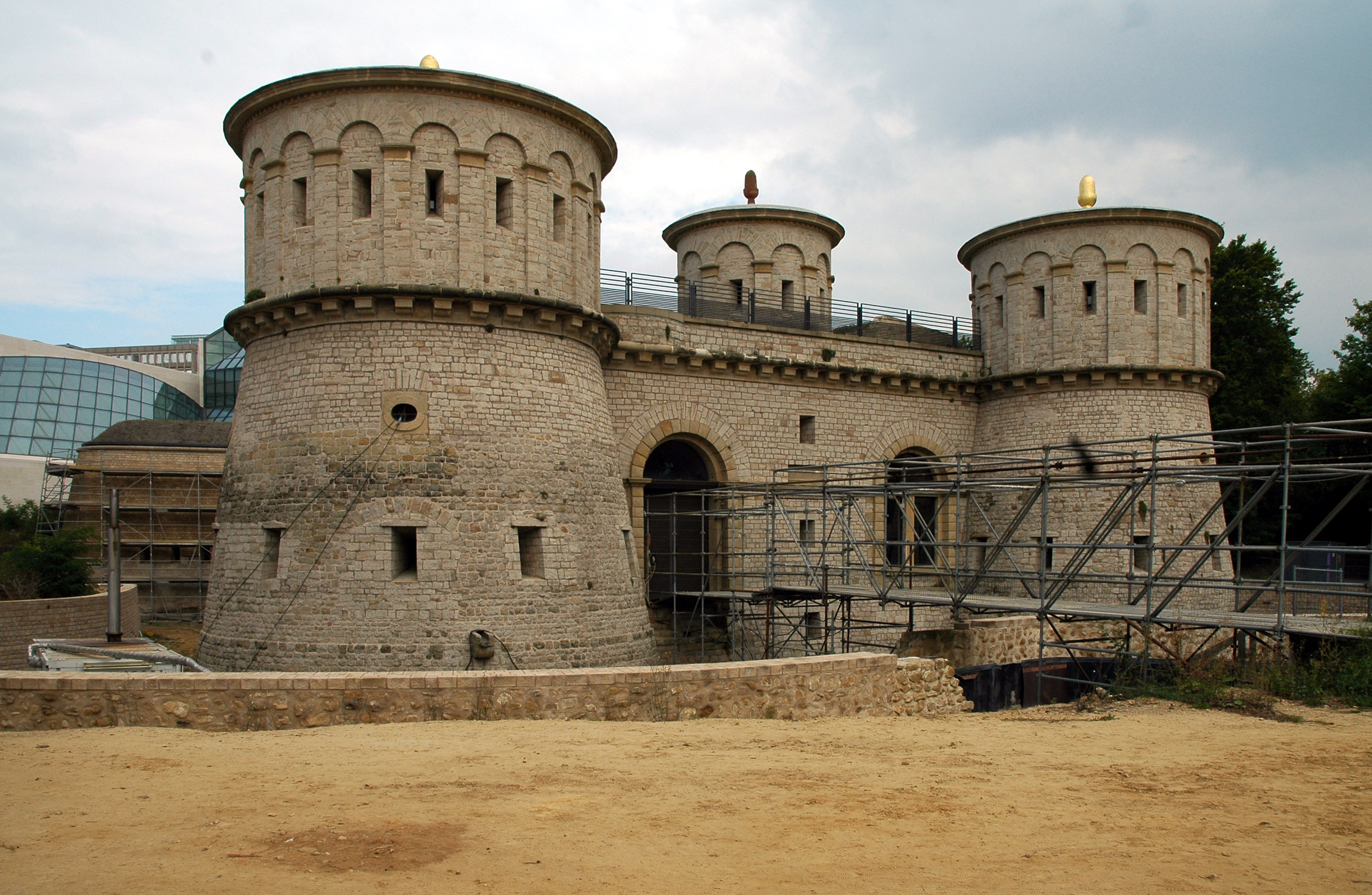
Фортеця «Три жолуді» в місті Люксембург, знесена за умовами Лондонського договору, була відтворена в 1990-ті роки

## Зміст угоди
Друга Лондонська конференція була скликана в травні 1867 року. Після довгих переговорів у вересні 1867 року був підписаний власне Лондонський договір. За його умовами проголошувався вічний нейтралітет Люксембургу на чолі з монархом династії Нассау, прусський гарнізон був виведений з герцогства, а фортеця над річкою Альзет була зруйнована. Фактично мова йшла про повну демілітаризацію Люксембургу (герцогу було дозволено містити прикордонну охорону числом не більше 300 осіб). Герцогство Лімбург визнавалося невід'ємною частиною Нідерландів.

## Наслідки
Незважаючи на рішення Люксембурзького питання, інші накопичені протиріччя зробили Франко-прусську війну неминучою. Нейтралітет Люксембургу порушувався двічі німецькою стороною в 1914 і 1941 роках, але був відновлений в 1944 році. Після 1945 року Франція хотіла надати подібний Люксембургу нейтральний статус німецькій землі Саар, однак за результатами референдуму більшість саарців висловилися за возз'єднання з Німеччиною.